# India en los Juegos Olímpicos de Amberes 1920
India estuvo representada en los Juegos Olímpicos de Amberes 1920 por cinco deportistas masculinos que compitieron en dos deportes.
El portador de la bandera en la ceremonia de apertura fue el atleta Purma Bannerjee. El equipo olímpico indio no obtuvo ninguna medalla en estos Juegos.